# Фрунзе Михайло Васильович
Михайло Васильович Фрунзе (рос. Михаил Васильевич Фрунзе, 21 січня (2 лютого) 1885, Бішкек, Семиріченська область, Туркестанський край, Російська імперія — 31 жовтня 1925, Москва, РРФСР, СРСР) — російський революціонер, радянський державний і військовий діяч, військовий теоретик, один з основних воєначальників у Червоній армії під час громадянської війни в Росії та радянсько-української війни. Член ЦК КП(б)У в листопаді 1920 — травні 1924 р. Член Політичного бюро ЦК КП(б)У в грудні 1921 — травні 1924 р. Член ЦК РКП(б) в березні 1921 — жовтні 1925 р. Кандидат у члени Політичного бюро ЦК РКП(б) в червні 1924 — жовтні 1925 р. Кандидат у члени Організаційного бюро ЦК РКП(б) в червні 1924 — жовтні 1925 р. Батько Тимура Фрунзе.

## Діяльність до революції

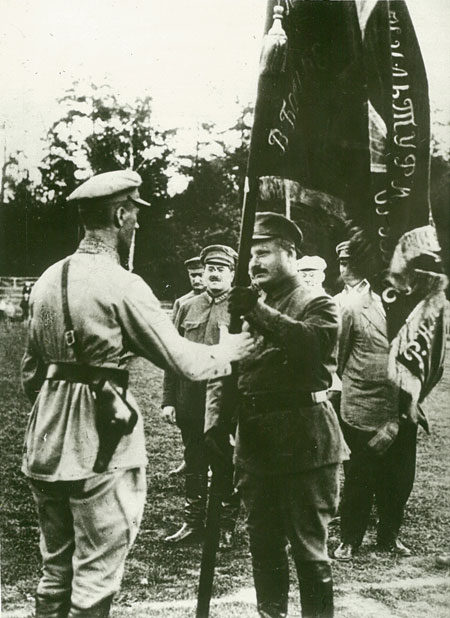
М. В. Фрунзе вручає прапор найкращій військовій частині Московського військового округу. (перша половина 1920-х)

З міщан, син фельдшера родом із Бессарабії. Одружений з З. А. Поповою, дочкою народовольця. Вперше познайомився з революційними ідеями в гуртку самоосвіти в гімназії в м. Вірному (тепер Алмати). У 1904 поступив в Петербурзький політехнічний інститут, вступив в Російську соціал-демократичну робочу партію. У листопаді вперше заарештований.
У «Криваву неділю» 9 січня 1905 брав участь в маніфестації на Палацовій площі в Петербурзі, був поранений у руку. Пізніше Михайло Васильович визнавав, що саме ця подія привела його в «генерали від революції».
В період революції 1905—1907 вів партійну роботу в Москві, з травня — в Іваново-Вознесенську і Шуї (під псевдонімом «Товариш Арсеній»), член комітету РСДРП. Один з керівників Іваново-Вознесенського загального страйку текстильників (травень-липень 1905). На чолі бойової дружини іваново-вознесенських та шуйських робітників брав участь у Грудневому озброєному повстанні 1905 в Москві. Делегат 4-го з'їзду РСДРП від Іваново-Вознесенської окружної організації.
24 березня 1907 арештований в Шуї, двічі (27 січня 1909 і 22-23 вересня 1910) засуджувався до страти, заміненої 10-ма роками каторжних робіт. Після 7 років ув'язнення у Володимирській, Миколаївській і Олександрівській каторжних в'язницях, у квітні 1914 вийшов на поселення в село Манзурка Іркутської губернії. У серпні 1915, після арешту за створення організації засланців, утік до Чити, де проживав за паспортом на ім'я В. Р. Василенка, працював у статистичному відділі переселенського управління і в редакції щотижневої газети «Забайкальський огляд». У 1916 переїхав до Москви, а потім на початку квітня з паспортом на ім'я М. А. Михайлова і скеруванням від Всеросійського земського союзу — до Білорусі. Створював підпільні партійні осередки в 3-й та 10-й арміях Західного фронту.
Після Лютневої революції 1917 — начальник мінської міської міліції, організатор комітету РСДРП, Мінської Ради робочих депутатів і Ради селянських депутатів, редактор більшовицької газети «Зірка». З кінця серпня голова Шуйської Ради робочих, селянських і солдатських депутатів, голова земської управи повіту і міської думи; представник Шуї на Демократичній нараді в Петербурзі.

## Діяльність після революції
У дні повстання в Москві в жовтні 1917 брав участь в боях у будівлі готелю «Метрополь». Депутат Засновницьких зборів від більшовиків Владимирської губернії. У першій половині 1918 року голова Іваново-Вознесенського губкому РКП(б), губвиконкому, губраднаргоспу і військовий комісар Іваново-Вознесенської губернії, з серпня 1918 військовий комісар Ярославського військового округу. У лютому-травні 1919 командувач 4-ю, в травні-червні — Туркестанськими арміями, в березні-липні — також Південною групою військ Східного фронту, з липня — всім Східним фронтом; за здійснення успішних наступальних операцій проти головних сил адмірала О. В. Колчака нагороджений орденом Червоного Прапора. У серпні 1919 — вересні 1920 командувач Туркестанським фронтом. Член комісії Туркестану ВЦВК і РНК (жовтень 1919 — липень 1920); прихильник «організації» революції в Бухарському еміраті шляхом вторгнення Червоної Армії, керував штурмом Бухари (30 серпня — 2 вересня 1920).
21 вересня 1920 згідно з наказом ЦК РКП(б), Реввійськрада утворила Південний (Кримський) фронт на чолі з Михайлом Фрунзе. До складу фронту увійшли 6-та, 13-та і 2-га Кінна армії. До листопада 1920 Фрунзе командував Південним фронтом, став організатором вигнання військ генерала П. М. Врангеля з Північної Таврії і Криму. Після штурму Перекопу надіслав до врангелівських військ телеграму, що пропонувала їм вільно покинути Крим в обмін на припинення опору; відозва, проте, не мала відгуку від Врангеля. 3 грудня 1920 призначений уповноваженим Реввійськради в Україні і командувачем збройними силами України і Криму, одночасно обраний членом Політбюро ЦК КП(б) У. 6 грудня надійшло доповнення — для боротьби з бандитизмом всі війська внутрішньої служби в Україні передавались під керівництво Фрунзе. З лютого 1922 до березня 1924 року — заступник голови РНК УРСР, одночасно працював заступником голови Української економічної ради. 
Керував розгромом Повстанської армії Нестора Махна (за що в 1924 році нагороджений другим орденом Червоного Прапора) і загону Юрія Тютюнника.
Під час наступу військ П. Врангеля у вересні — жовтні 1920 р. Нестор Махно знову пішов на зближення з більшовиками і 2 жовтня 1920 уклав у Старобільську воєнно-політичну угоду з командуванням їхнього Південного фронту, що перебувало під керівництвом Михайла Фрунзе. Під час Перекопсько-Чонгарської операції махновські загони першими форсували р. Сиваш. Проте відразу після прориву до Криму і розгрому військ Врангеля, радянське командування, порушуючи підписану угоду, розпочало раптове оточення та тотальне винищення махновських частин, що разом з ними увійшли на територію Криму. Під час цього загинула найбільш боєздатна частина повстанської армії, лише декілька сотень повстанців зуміли прорватись із Криму і доповісти решті махновців про зраду більшовиків.
У листопаді 1921 року очолював Надзвичайне посольство до Анкари для встановлення відносин між УСРР і Туреччиною, вів переговори з Мустафою Кемалем. 2 січня 1922 року від імені УСРР підписав україно-турецький договір.

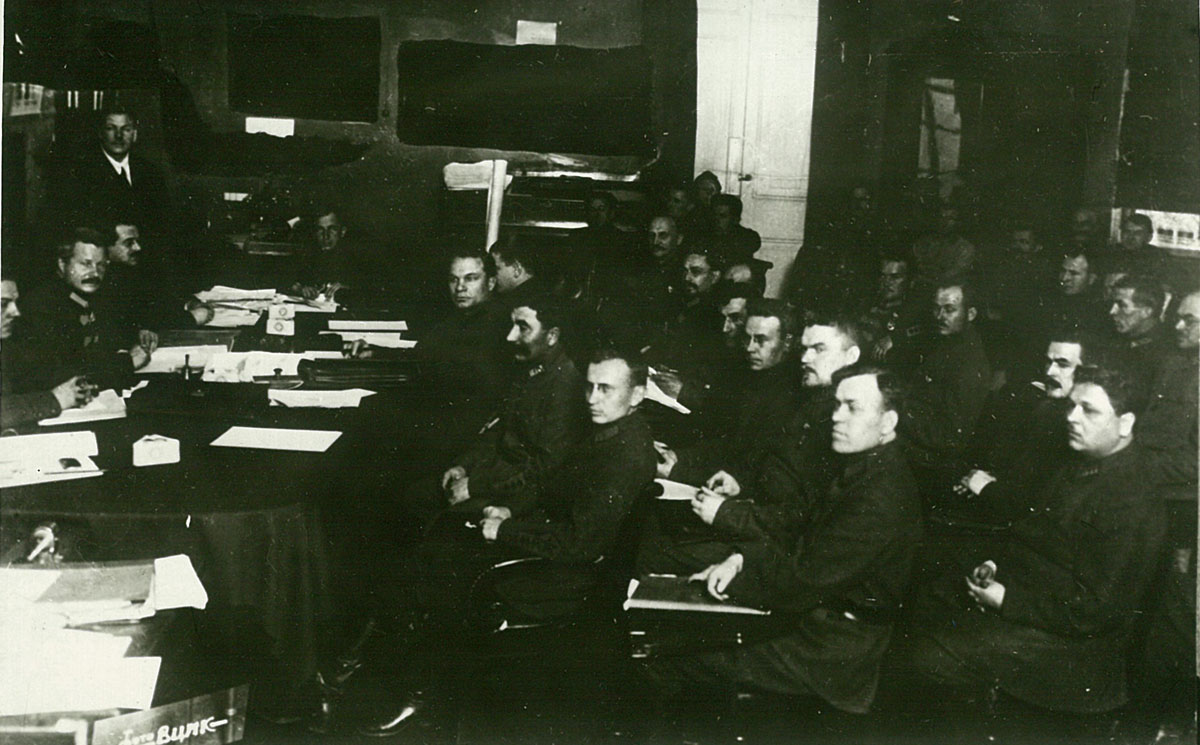
Нарада командувачів при РВРР. Проводить заступник голови РВРР — Михайло Фрунзе. Листопад 1924 року

З березня 1924 заступник голови Реввійськради СРСР і наркома з військових і морських справ, з квітня 1924 одночасно начальник штабу Червоної Армії і начальник Військової академії. З січня 1925 голова Реввійськради СРСР і нарком з військових і морських справ.
Під керівництвом Фрунзе проводилася військова реформа 1924—1925 — скорочення чисельності армії, введення принципу єдиноначальності, реорганізація військового апарату і політичного управління Червоної Армії, поєднання в структурі Озброєних Сил постійної армії і територіальних-міліційних формувань. Автор ряду військово-теоретичних робіт.
Військова доктрина, розроблена Фрунзе, побудована на прикладенні марксизму до військової теорії і приділяє особливе місце в армії політичним відділам і комуністичним осередкам.
Член ВЦВК, президії ЦВК СРСР. З 1921 член ЦК РКП(б), з 1924 кандидат у члени Політбюро ЦК.
Помер після операції виразки шлунку, в радянській періодиці вказувалося, що від паралічу серця. Існує версія, що його смерть не була випадковою, а була організована Сталіним, який особливо наполягав на госпіталізації. Вважають, що цей здогад вперше висловив Борис Андрійович Пільняк в його «Повісті непогашеного місяця». Цю ж версію відбито в творі (книзі і фільмі) Василя Аксьонова «Московська сага».
Похований на Красній площі у Москві.

## Нагороди
- Орден Червоного Прапора (08.07.1919) — наказ РВР № 133.
- Почесна революційна зброя (30.12.1920) — наказ РВР № 607.
- Орден Червоного Прапора (06.05.1924) — наказ РВР № 113.

## Пам′ять

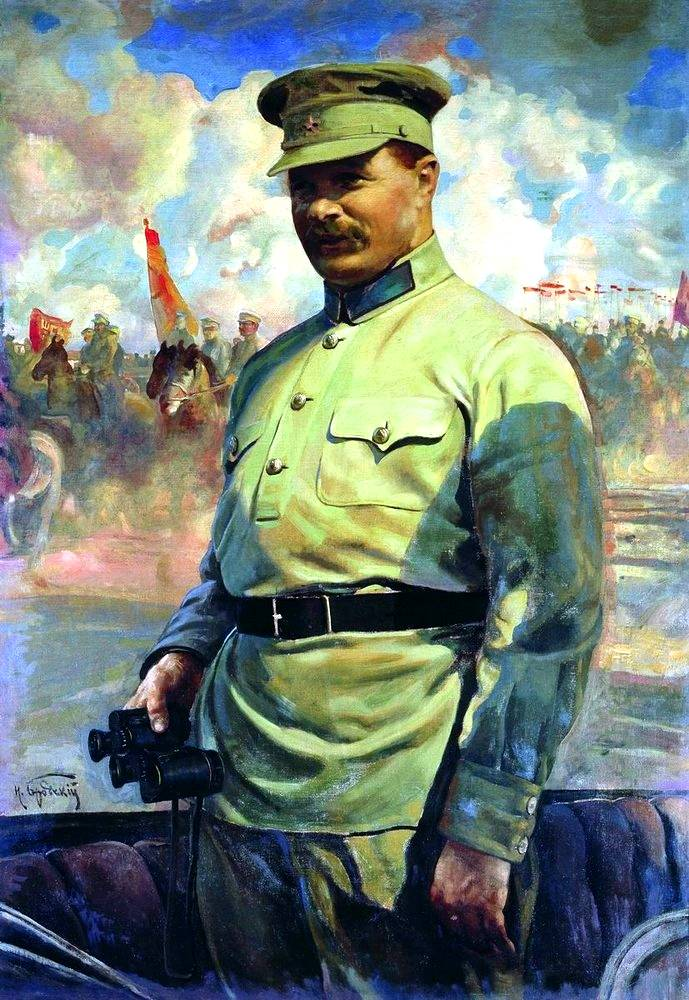
«М. В. Фрунзе на маневрах». Робота Ісаака Бродського 1929 р.

У Чернігові в 1928 році за ініціативи воїнів стрілецької дивізії імені Фрунзе було встановлене погруддя роботи І. А. Менделевича. З початком німецько-радянської війни воно було знищене німцями. Після закінчення війни погруддя було відновлене (автор і скульптор — А. А. Карнабіда, 1948). Увечері 14 жовтня 2014 року, на свято Покрови Пресвятої Богородиці, група молоді зруйнувала пам′ятку (див. Пам′ятники Чернігова).
У Ніжині встановлено пам′ятник М. В. Фрунзе (скульптор О. О. Тарасенко, 1968)
Ім′я Михайла Фрунзе мало Київське вище загальновійскове командне двічі Червонопрапорне училище.

## Декомунізація
В Україні постать Фрунзе як радянського військового діяча, голови Реввійськради СРСР, наркома з військових і морських справ, учасника встановлення радянської влади в Україні підпадає під Закон про декомунізацію. Відтак, топонімічні назви, що увіковічують пам'ять радянського військового діяча, зникли з карт України, а його пам'ятники — з українських міст.
2 серпня 2019 році у місті Каховка, що на Херсонщині, було декомунізовано пам'ятник Михайлу Фрунзе.

Погруддя Михайла Фрунзе у Чернігові, знесене 2014 року[6]
Погруддя Михайла Фрунзе в Сумах, знесене 2015 року[7]